# Jason Orange
Jason Thomas Orange (ur. 10 lipca 1970 w Manchesterze) – brytyjski piosenkarz, tancerz, autor tekstów i aktor. Członek zespołu Take That od początku jego istnienia do września 2014.

## Życiorys

### Wczesne lata
Urodził się w Manchesterze w Anglii. Po ukończeniu South Manchester High School, od 2001 przez dwa lata uczęszczał do South Trafford College w Altrincham.
Jako dziecko dorastał w wierzeniach mormońskich, jednak jako 15-latek zrzekł się wiary. W wywiadach przyznawał, że wierzy w Boga, jednak kwestionuje religię.

### Początek kariery
Pierwsze doświadczenia Orange'a sięgają grupy „Street Machine Crew”, w której tańczył breakdance. Początkowa sława, jaką zyskał na występach w „SMC”, doprowadziła go do programu The Hitman and Her, w którym występował. W tym okresie poznał Howarda Donalda, z którym założył grupę taneczną „Street Beat” i z którą występował w nocnych klubach i dyskotekach.
W 1990 został wybrany przez Nigela Martina-Smitha do nowo powstałego zespołu Take That, który miał być brytyjską odpowiedzią na New Kids on the Block.

#### Czasy po rozpadzie Take That
Po tym, jak w lutym 1996 formacja Take That się rozpadła, Orange rozpoczął studiowanie aktorstwa. Zagrał DJ Brenta Moyera w filmie Lynda La Plantes Killer Net (1998), który został pokazany na Kanale 4. Wystąpił również w Gobie Jima Kenswortha, którego premiera odbyła się w The King’s Head Theatre w Londynie. Szybko jednak zerwał z aktorstwem ze względu na problemy ze słuchem.

#### Wznowienie działalności Take That

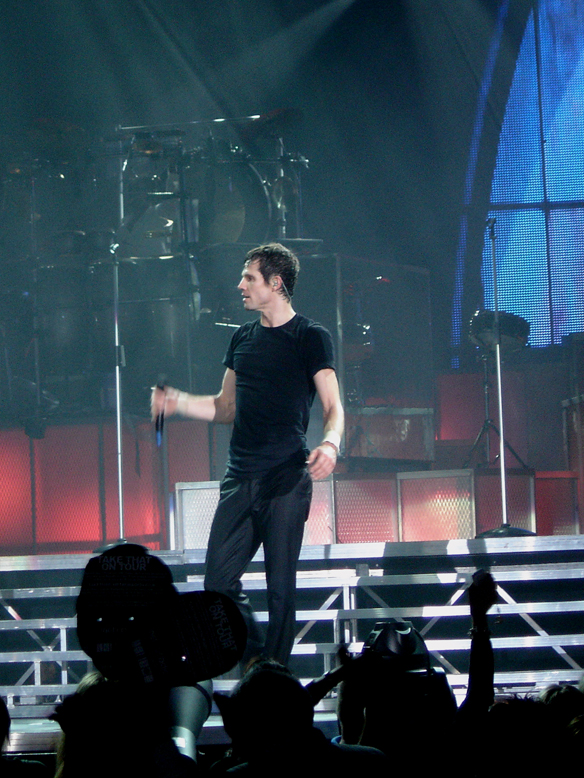
Jason Orange w Newcastle

Orange zgodził się na dalszą współpracę z kolegami z Take That, co doprowadziło do wznowienia aktywności grupy. 27 listopada 2006 wydali album pt. Beautiful World. Od początku istnienia zespołu, Orange nigdy nie śpiewał solo w piosenkach i raczej ukazywał swój talent w tańcu. Po 17 latach po raz pierwszy wykonał w pełni piosenkę „Wooden Boat” z krążka Beautiful World.
Ostatnimi czasy Orange coraz chętniej udziela się w zespole grając na gitarze. W albumie z 2006 zagrał na tym instrumencie po raz pierwszy od wydania utworu „Babe” z 1993, grał też na gitarze na koncertach „The Ultimate Tour” oraz „The Beautiful World Tour”.
Zagrał postać Brenta Moyera w dreszczowcu telewizyjnym Channel 4 Killer Net (1998) u boku Paula Bettany. W 1999 wystąpił na scenie w spektaklu Gob.
W kwietniu 2013 pojawił się w roli kamerzysty w czarnej komedii Channel 4 Shameless.
24 września 2014 ogłoszono, że Orange opuścił zespół Take That, stwierdzając, że nie chce kontynuować koncertowania i nagrywania muzyki i pozostał poza zasięgiem opinii publicznej.

## Życie prywatne
Orange deklaruje abstynencję w spożywaniu alkoholu i jest bardzo wrażliwy na punkcie własnego wpływu na środowisko. Stara się również jeść organiczną żywność oraz robić zakupy w sklepach ze zdrową żywnością. Poddał się również rehabilitacji po kontuzji ścięgien podkolanowych.
W latach 2011–2012 spotykał się z aktorką Catherine Tate, z którą wystąpił w parodii teledysku dla Comic Relief.